# Liste der Baudenkmäler in Paderborn-Wewer
Die Liste der Baudenkmäler in Paderborn-Wewer enthält die denkmalgeschützten Bauwerke auf dem Gebiet von Paderborn-Wewer in Nordrhein-Westfalen (Stand: 2011). Diese Baudenkmäler sind in der Denkmalliste der Stadt Paderborn eingetragen; Grundlage für die Aufnahme ist das Denkmalschutzgesetz Nordrhein-Westfalen (DSchG NRW).

| Bild                        | Bezeichnung                    | Lage                                  | Beschreibung                                                                                               | Bauzeit | Eingetragen seit  | Denkmal- nummer |
| --------------------------- | ------------------------------ | ------------------------------------- | --- | ------- | ----------------- | --------------- |
| weitere Bilder              | Pfarrkirche St. Johann Baptist | Alter Hellweg 43 Karte                | |         | 3. August 1984    | 282             |
| Barocke Pietà               | Barocke Pietà                  | Alter Hellweg 43 Karte                | Pietà |         | 3. Juni 1992      | 283             |
| weitere Bilder              | Libori-Bildstock               | Alter Hellweg (Kreisverkehr) Karte    | Dreiseitiger Bildstock des Heiligen Liborius. Inschrift mit Chronogramm (1736). Wappen der Familie Imbsen. | 1736    | 20. April 1984    | 283             |
| Wegekreuz                   | Wegekreuz                      | Alter Hellweg 43 Karte                | Wegekreuz, entstanden Ende des 19. Jahrhunderts                                                            |         | 14. November 1986 | 284             |
| weitere Bilder              | Wegekreuz                      | Wewerbruch/Ende Harter Bruchweg Karte | um 1800 gefertigter Holzkorpus an neuerem Kreuz, im Volksmund auch Bienenkreuz genannt                     |         | 8. August 1984    | 285             |
| Schloss Wewer               | Schloss Wewer                  | An der Alme 3 Karte                   | |         | 26. Juni 1985     | 286 I           |
| Unterburg Wewer mit Anlagen | Unterburg Wewer mit Anlagen    | An der Alme 2, 4, 6 Karte             | |         | 3. Oktober 1984   | 286 II          |
| Steinkreuz                  | Steinkreuz                     | Auf dem Meere 3–9 Karte               | |         | 26. Juni 1988     | 320             |

- Karte mit allen Koordinaten:
- OSM |
- WikiMap